# Cercapou
El Cercapou es una obra de temática religiosa atribuida a Francesc Eiximenis y escrita en catalán en los siglos XIV o XV.

## Edición
Esta obra fue transcrita y editada por el erudito italiano Giuseppe Edoardo Sansone entre 1957 y 1958.

## Determinación de la autoría
El erudito suizo Curt Wittlin fue quien determinó que este libro no fue escrito directamente por Eiximenis, sino que se sirvió de él como fuente. Según Wittlin, el anónimo autor del Cercapou copió más o menos literalmente trozos de la parte final del Llibre de les Dones en la sección final de su libro. La parte que no es copia de Eiximenis, sería copia del anónimo Espill de consciència (Espejo de consciencia).